# Focke-Wulf Strahlrohrjäger

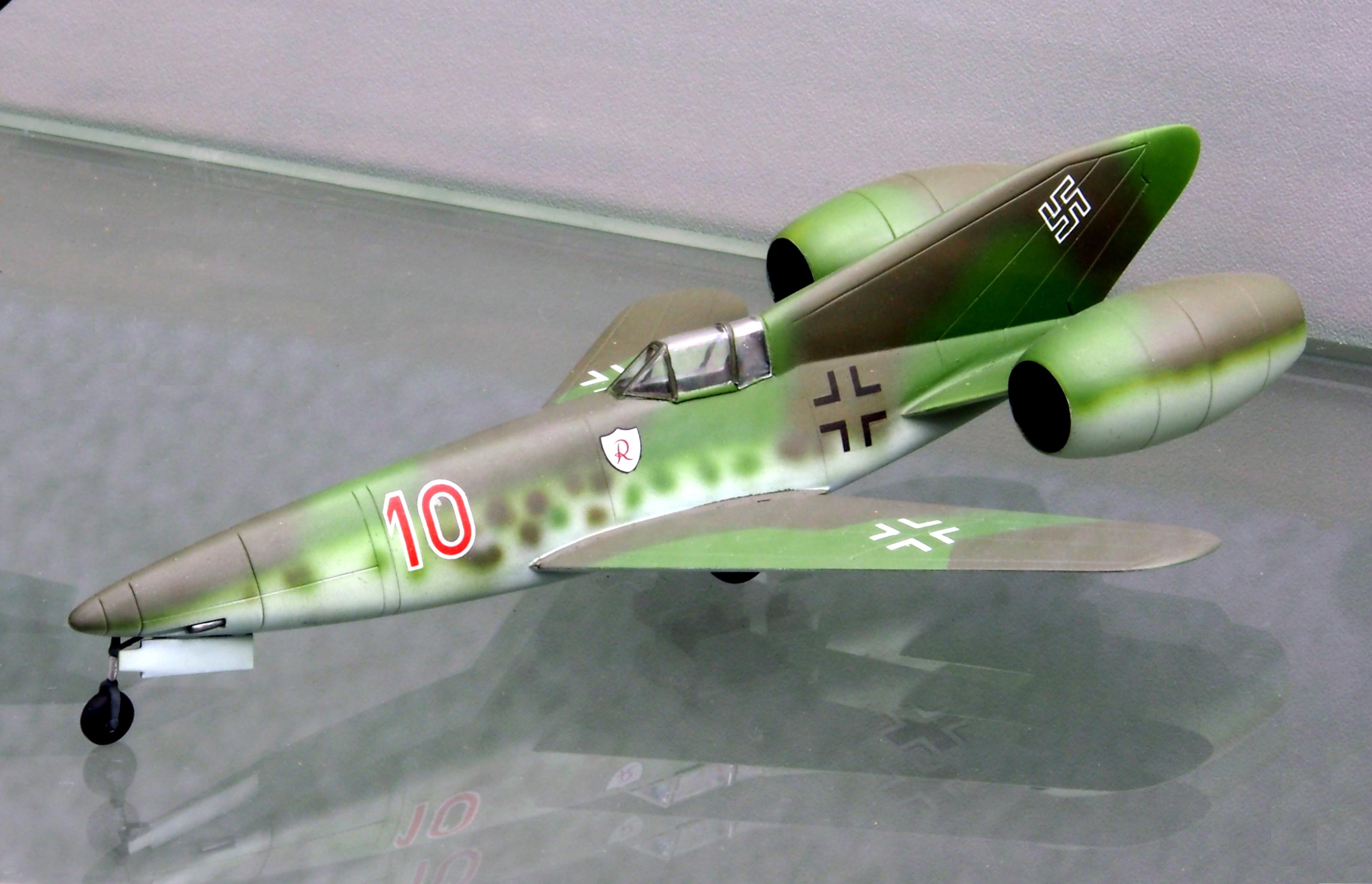

Le Focke-Wulf Strahlrohrjäger était un intercepteur ailes basse à réaction créé durant la Seconde Guerre mondiale. Le projet fut développé en même temps que le Focke-Wulf Super Lorin (en) et n'a pas été construit avant la reddition allemande.
Bien que le Strahlrohrjager soit parfois appelé le Ta 283, il y a Le Focke-Wulf Ta 283, des documents officiels montrent que cet avion n'a jamais reçu de désignation RLM, auquel cas "Ta 283" est une désignation fictive dérivée du dessin Nr. 283 pour le Strahlrohrjager,.

### Développement lié
- Focke-Wulf Projekt Super-Lorin (en)